# توماسی پوآپوآ
توماسی پوآپوآ (انگلیسی: Tomasi Puapua؛ زادهٔ ۱۰ سپتامبر ۱۹۳۸) سیاست‌مدار اهل تووالو است. وی از ۸ سپتامبر ۱۹۸۱ تا ۱۶ اکتبر ۱۹۸۹ نخست‌وزیر تووالو و همچنین از ۲۶ ژوئن ۱۹۹۸ تا ۹ سپتامبر ۲۰۰۳ فرماندار کل تووالو بود.
وی همچنین برندهٔ جایزه نشان امپراتوری بریتانیا شده‌است.